# Nogotahanakaha
Nogotahanakaha est une localité rurale au nord de la Côte d'Ivoire dans le District des Savanes, appartenant à la région du Poro. Le village de Nogotahanakaha est administrativement rattaché au département de Korhogo, à quelques kilomètres de la commune de Korhogo. 